# Central Intelligence Group
Central Intelligence Group (CIG) Grupa Centrali Wywiadu – agencja wywiadowcza Stanów Zjednoczonych działająca w latach 1946 – 1947, kiedy to została przemianowana na CIA.
Bezpośrednia poprzedniczka Centralnej Agencji Wywiadowczej CIA, utworzona na mocy rozporządzenia prezydenta Harry'ego Trumana z 22 stycznia 1946  roku. Działała pod egidą powstałej tego samego dnia Agencji Bezpieczeństwa Narodowego (National Security Agency – NSA).  18 września 1947 roku przekształcona w Centralną Agencję Wywiadowczą CIA.

## Dyrektorzy CIG
- kontradm. Sidney Souers – styczeń 1946 – czerwiec 1946
- gen. Hoyt S. Vandenberg – czerwiec 1946 – maj 1947
- kontradm. Roscoe H. Hillenkoetter – maj 1947 – wrzesień 1947